# Atentado contra el general Martínez Campos
El atentado contra el general Martínez Campos tuvo lugar en Barcelona (España) el 24 de septiembre de 1893 durante un desfile militar presidida por el general Arsenio Martínez Campos, capitán general de Cataluña. El general solo fue herido levemente pero dieciséis personas resultaron heridas de mayor gravedad, una de las cuales —un guardia civil— murió poco después. El autor del atentado, el anarquista Paulino Pallás, fue detenido en el acto, siendo condenado a muerte y ejecutado dos semanas más tarde. Durante el juicio alegó que quería vengar la ejecución de cuatro anarquistas en Jerez de la Frontera el año anterior. El intento de asesinato del general Martínez Campos fue el primer atentado anarquista de cierta importancia de la oleada que se produjo en España en la década de los noventa y que se cerró con el asesinato de Cánovas del Castillo en agosto de 1897.

## Antecedentes

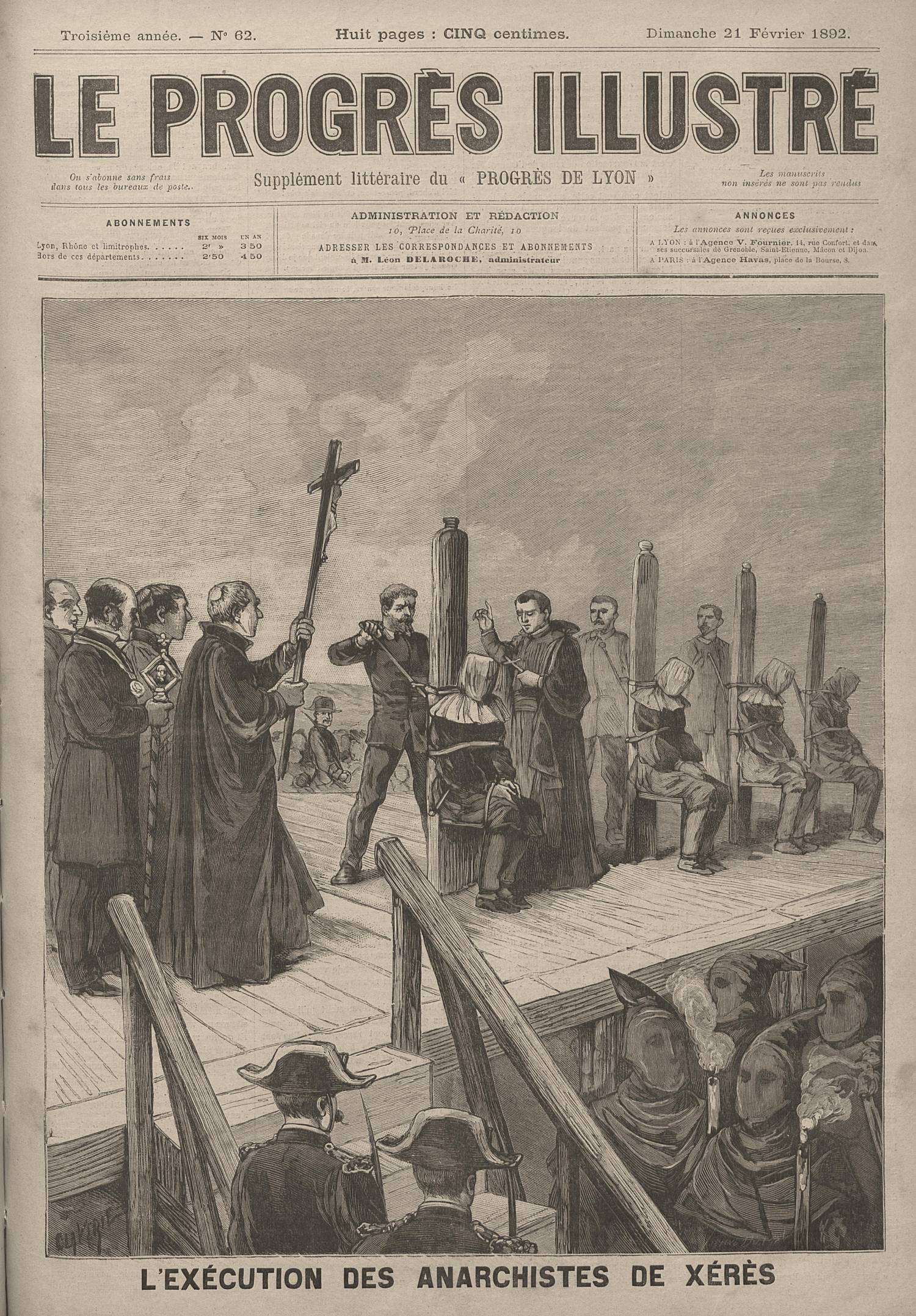
Ejecución de los condenados por la revuelta anarquista de Jerez de la Frontera de 1892. Ilustración del periódico francés Le Progrès Illustré.

En 1888 se disolvió la anarcosindicalista Federación de Trabajadores de la Región Española (FTRE) fundada en Barcelona en septiembre de 1881 y que llegó casi a alcanzar los 60 000 afiliados agrupados en 218 federaciones, en su mayoría jornaleros andaluces y obreros industriales catalanes. El motivo fue que se impuso el sector anarquista que criticaba la existencia de una organización pública, legal y con una dimensión sindical y que, por el contrario, defendía el «espontaneísmo» —ya que cualquier tipo de organización limitaba la autonomía individual y podía «distraer» a sus componentes del objetivo básico, la revolución, además de propiciar su «aburguesamiento»— y la vía «insurreccionalista» —el levantamiento de los trabajadores pondría fin a la sociedad capitalista—. Con la disolución de la FTRE quedó abierto «el camino para el predominio de las acciones individuales de carácter terrorista, para la propaganda por el hecho que habría de proliferar en la década siguiente» y que tuvieron como escenario principal la ciudad de Barcelona.
El desencadenante de esta oleada de terrorismo anarquista fueron los sucesos ocurridos en Jerez de la Frontera en la noche del 8 de enero de 1892 durante la cual unos 500 campesinos trataron de tomar la ciudad, al parecer para liberar a unos compañeros presos en la cárcel. Dos vecinos y uno de los asaltantes murieron, desatándose a continuación una represión indiscriminada sobre las organizaciones obreras anarquistas andaluzas —cuatro obreros fueron ejecutados tras un consejo de guerra, y dieciséis más fueron condenados a cadena perpetua; todos ellos denunciaron que las confesiones habían sido obtenidas mediante torturas—.
Sin embargo los primeros atentados en Barcelona se habían producido antes de los «sucesos de Jerez» e incluso antes de la disolución de la FTRE, ya que la primera bomba explotó en 1884 y entre ese año y 1890 estallaron hasta veinticinco artefactos, en su mayoría en empresas o viviendas de patronos, causando dos muertos y varios heridos —todos ellos trabajadores que se encontraron casualmente en el lugar donde explotaron las bombas—.
En 1891 hubo catorce explosiones y al año siguiente se redujeron los atentados, pero entonces tuvo lugar el primero de carácter indiscriminado. Fue el atentado de la Plaza Real del 9 de febrero de 1892, en el que murió un trapero de cuarenta años y resultaron heridas varias personas, entre ellas una sirvienta, a la que hubo que amputar una pierna, y su novio, un cargador de muelle. El El Porvenir Anarquista —un periódico muy radical fundado tres meses antes y que se había caracterizado por su exaltación de la violencia y el robo— fue clausurado y sus redactores detenidos, pero fueron finalmente puestos en libertad —aunque uno de ellos, el francés Paul Bernard siguió en prisión por las bombas que se habían encontrado en su vivienda— y el culpable nunca fue hallado.
El 13 de marzo de 1893 le estalló la bomba que preparaba al anarquista italiano Francesco Momo, en cuya casa se encontraron diversos artefactos. A finales de abril estallaron dos bombas, una en el domicilio de unos patronos y otra en una casa parroquial, sin que causaran desgracias personales.

## El atentado
El 24 de septiembre de 1893 el general Arsenio Martínez Campos, capitán general de Cataluña y una de las figuras claves de la Restauración borbónica en España, presidió un desfile en la Gran Vía de Barcelona. Durante el mismo el anarquista Paulino Pallás le lanzó dos bombas. El general solo resultó ligeramente herido, pero un guardia civil falleció poco después con el vientre y las piernas destrozadas y otras quince personas sufrieron heridas de mayor consideración. A una de ellas, una joven de veinticuatro años llamada Rosalía Barbé, hubo que amputarle una pierna para salvarle la vida.
El autor del atentado fue detenido en el acto y en su casa se encontraron, según informó el Diario de Barcelona, «multitud de proclamas anarquistas, las fotografía de los anarquistas que fueron ejecutados en Chicago y varias cartas procedentes de Francia, en las que se daban instrucciones sobre la manera de llevar a cabo la revolución social». La prensa también informó de que los artefactos encontrados en la vivienda de Pallás eran similares a los hallados en la del anarquista Francesco Momo que murió cuando le estalló una de las bombas que preparaba.

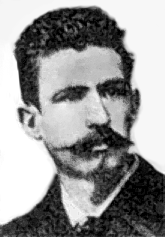
Paulino Pallás.

Según informó el diario La Vanguardia, aunque sin asegurar la veracidad de lo que publicaba, Pallás declaró que había actuado solo y que no pertenecía a ninguna organización porque para un anarcocomunista como él eso habría sido «denigrante para su dignidad». El diario también informó que tras lanzar las bombas y ver el efecto causado «no pudo reprimir un movimiento de entusiasmo, y tirando la boina al aire, dio un viva a la anarquía, en cuyo instante le prendieron». Según ese mismo diario Pallás había intentado matar al general Martínez Campos porque «estimaba que su venida a Cataluña significaba un desafío al pueblo catalán». Sin embargo, según otras versiones Pallás justificó el atentado como una represalia por los incidentes ocurridos año y medio antes en Jerez de la Frontera.
El consejo de guerra se celebró cinco días después del atentado, y durante el mismo Pallás declaró que las bombas Orsini que había utilizado se las había proporcionado Momo, pero reiteró que había actuado solo. Fue condenado a muerte y cuando el presidente le concedió la palabra Pallás declaró que solo lamentaba haber fallado. Fue fusilado el 6 de octubre, a pesar de que el arzobispo de Barcelona y algunos diputados republicanos pidieron su indulto.
El 8 de octubre, dos días después de haber sido ejecutado, el diario republicano El País publicó una carta de Paulino Pallás que decía lo siguiente:

He mantenido a lo largo de mi vida una lucha titánica por la existencia. He sentido en mi propia piel los efectos de esta sociedad, mal constituida y peor gobernada. Constato que es un cuerpo gangrenado, que no se puede poner en él ningún dedo sin tocar una llaga purulenta. He creído que era necesario destruirla y he querido ofrecer a esa obra demoledora mi aportación en forma de otra bomba. Al general Martínez Campos, como soldado y como caballero, lo respeto. Pero he querido herirlo, he querido deshacer uno de los muchos pilares sobre el que descansa el actual estado de las cosas en España. [...] Quiero que conste que, al realizar mi acto, no me impulsaba otro móvil que el de sacrificar mi vida en beneficio de mis hermanos de desgracia…

## Repercusiones

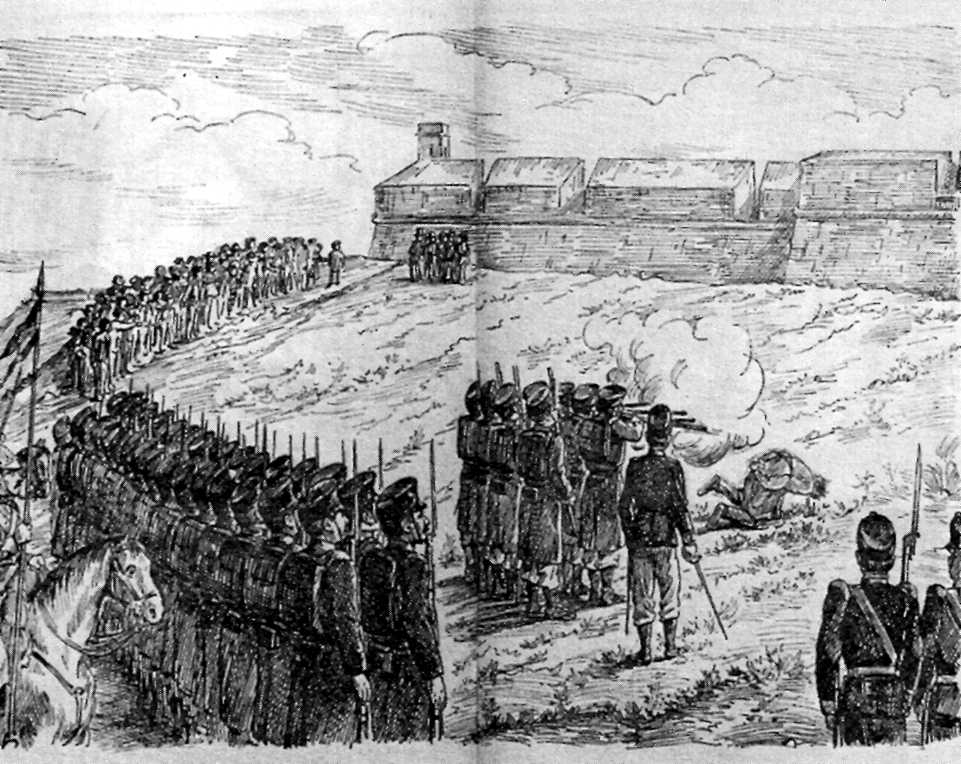
Ilustración de un periódico de la época sobre la ejecución de Paulino Pallás.

La prensa anarquista, como El Corsario de La Coruña, presentó a Paulino Pallás como un «héroe» y como un «mártir». Según La Controversia de Valencia era una víctima de la burguesía, como otros antes que él, y había mostrado el camino a seguir para alcanzar una sociedad basada en la solidaridad, el amor, la razón y la justicia social. La Révolte destacó su altruismo, ya que había actuado para mejorar la vida de los trabajadores y de los muertos de hambre. Juan Montseny, el que sería uno de los propagandistas más destacados del anarquismo en España bajo el seudónimo de Federico Urales, publicó un folleto en el que presentó a Pallás como un mártir:

Por otra parte, cuando en una sociedad se dan casos como el de Pallás, cuando un individuo de tan superiores cualidades atenta contra la vida de un semejante, él, que sustentaba ideas que prescriben el derecho a la vida como el más ilegislable de los derechos, necesario es pensar que la máquina social no anda con la debida justicia y que en el fondo de las relaciones humanas existe una verdadera perturbación que se hace digna de estudio. No cabe creer ni esperar que el cadalso sea el designado para detener las reclamaciones de los que piden derechos, pues si esta petición toma caracteres como los dados por Pallás es porque no se tiene en cuenta y se desprecia otro modo de pedir más en armonía con las ideas que defendemos; pero también más improcedente con la era de persecuciones, de fuerza y de injusticias que contra nosotros se ha inaugurado

En cambio, el semanario anarquista catalán La Tramontana, fundado en 1881 por Josep Llunas i Pujals, consideró «incalificable» el atentado «que no es obra más que de un cerebro enfermo, tal vez sacado de su estado fisiológico por la fiebre del hambre, o la exaltación de innumerables penalidades difíciles de resistir» y además denunció que a consecuencia del mismo —«un delito»— se habían hecho «innumerables detenciones de anarquistas» cuando el «partido anarquista» está dividido en «fracciones sobradamente numerosas que aprecian tanto las ideas como los procedimientos de distinta manera unas de otras». «Nada más injusto que confundir a todos en un mismo saco. [...] Los gobernantes y las autoridades [tienen que] amparar a todo el mundo su derecho a profesar tales o cuales ideas, por más que a la sombra de ellas, bien o mal, haya quien trate de cometer delitos. [...] Los anarquistas conscientes e ilustrados... abominan el dinamitarismo, y consideran a los dinamiteros como la calamidad más grande que ha caído sobre sus ideas». Por último, considera la condena a muerte de Pallás un error pues «su ejecución fomentará mucho más el dinamitarismo».
La venganza anunciada por Paulino Pallás poco antes de ser fusilado se cumplió tres semanas después, cuando el 7 de noviembre el anarquista Santiago Salvador lanzó dos bombas al patio de butacas del Teatro del Liceo de Barcelona, aunque solo una explotó, y mató a 22 personas e hirió a otras 35. «Las escenas de horror que se sucedieron y la sensación de alarma que se propagó entre la población barcelonesa, son fácilmente imaginables».